# Bokermannohyla lucianae
Bokermannohyla lucianae é uma espécie de anfíbio da família Hylidae. Endêmica do Brasil, pode ser encontrada apenas nos municípios de Una, Canavieiras e Camacan, no estado da Bahia.